# Alexander von Schlippenbach
Alexander von Schlippenbach (Berlijn, 7 april 1938) is een Duitse jazzpianist, componist en arrangeur.

## Biografie
Schlippenbach kreeg pianoles vanaf 8-jarige leeftijd, na het eindexamen aan het Gymnasium Kreuzgasse in Keulen studeerde hij compositie aan de Hochschule für Musik Köln bij Rudolf Petzold en Bernd Alois Zimmermann. Al tijdens de studie was hij pianist in het jazzkwintet van Gunter Hampel en vanaf 1965 in het ensemble van Manfred Schoof. Op 28-jarige leeftijd formeerde hij (aanvankelijk voor een compositie-opdracht van de Berliner Jazztage) het Globe Unity Orchestra, dat hij tot heden leidt. In 1968 organiseerde hij een van de anti-festivals in Keulen, kort daarna was hij betrokken bij de oprichting van het aanvankelijk in het bezit van de muzikant zijnde label Free Music Production (FMP).
Sinds 1970 bestaat zijn trio uit Paul Lovens en aanvankelijk Michel Pilz, daarna Evan Parker (deels als kwartet met Peter Kowald, Alan Silva en Reggie Workman). Hij werkte tournees af voor het Goethe-Institut in Europa, Azië, Australië en de Verenigde Staten en maakte theaterwerk met Sven-Åke Johansson. Hij produceerde voor de WDR, de SDR, SWF, Radiotelevisione Italiana, RIAS resp. Deutschlandradio Berlijn. Talrijke langspeelplaten en cd's verschenen bij MPS Records, CBS Records, ECM Records, Enja Records, FMP, Disk Union en Intakt.
In 1988 formeerde Schlippenbach het Berlin Contemporary Jazz Orchestra met het doel om nieuwe werken van eigentijdse jazzcomponisten op te voeren en op geluidsdragers te produceren. Verder werkte Schlippenbach in duo's met Sven-Åke Johansson, zijn echtgenote Aki Takase, Tony Oxley, Sam Rivers, Sunny Murray en Manfred Schoof. In 1999 nam hij in samenwerking met Rudi Mahall en Axel Dörner het totale werk op van Thelonious Monk bij NDR. In 2001 fungeerde hij als programma-raadgever van het Total Music Meetings. In 2011 formeerde hij met Henrik Walsdorff het Schlippenbach-Walsdorff Quartett (met Antonio Borghini en Christian Lillinger). Nu en dan treedt hij samen op met zijn zoon Vincent alias DJ IIIvibe.

## Onderscheidingen
Schlippenbach kreeg platenprijzen van de Union Deutscher Jazzmusiker (1980/1981) en is houder van de Berliner Kunstpreis (1976) en de Albert-Mangelsdorff-Preis (1994). In 2007 kreeg hij de SWR-Jazzpreis. In 2017 kreeg hij het Verdienstkreuz am Bande des Verdienstordens der Bundesrepublik Deutschland.

## Privé
Schlippenbach is een telg uit het oud-adellijke geslacht Von Schlippenbach; zijn zoon is DJ Illvibe (1980).